# Federació Catalana de Lluita
La Federació Catalana de Lluita és l'organisme rector que ordena, impulsa i dirigeix tota l'activitat esportiva de la lluita a Catalunya. Forma part de la Unió de Federacions Esportives de Catalunya.

## Història
La Federació Catalana de Lluita, els arxius de la qual es van cremar durant la Guerra Civil, sempre ha considerat el 1924 com l'any de la seva fundació. Però segons una notícia publicada al diari Mundo Deportivo l'1 d'abril de 1925, el 27 de març de 1925 es van reunir a Barcelona les entitats i clubs que practicaven la lluita per constituir el que seria l'antecedent de la federació, el Comitè Regional de Catalunya de la Federació Espanyola de Lluita Amateur, la qual s'havia creat el 1924. Totes dues entitats van ser presidides per Jaume García Alsina. El 27 de maig de 1932 es van reunir els representants de l'Ateneu Enciclopèdic Popular, el Casino Calellenc, l'Agrupació Olímpica, la Federació de Joves Cristians de Catalunya, i el Casal d'Esquerra d'Estat Català del Districte II de Barcelona, per fundar la Federació Catalana de Lluita, que va quedar presidida per Joan Roca, de l'Agrupació Olímpica, Francesc Berdugo, vicepresident, i Gumersind Brunet, de l'Ateneu Enciclopèdic Popular, com a secretari. El 1933 es van començar a disputar els Campionats d'Espanya, on Catalunya va ser una potència des del principi en la modalitat de grecoromana. La lluita lliure olímpica va disputar els seus primers campionats el 1970. És la federacióque més títols estatals ha guanyat en les dues modalitats. Regula la pràctica de la lluita lliure olimpica, lluita grecoromana i sambo. El 1988 forma part del Centre d'Alt Rendiment de Sant Cugat del Vallès per tal d'obtenir un millor rendiment dels seus lluitadors per als Jocs Olímpics de Barcelona. El Centre Gimnàstic Barcelonès, el Club de Lluita Baró de Viver i el Gimnàs Club Sant Adrià han estat els clubs catalans més destacats.

## Presidents

### Jaume García Alsina(1924-1932)
Va ser el primer president de la Federació Espanyola de Lluita el 1924 i el 1925 també ho va ser de la Catalana, que poc després va quedar gairebé inactiva fins al 1932.

### Joan Roca Alcañiz (1932-1934)
Va ser elegit primer president el 17 de juny de 1932, va renovar el càrrec per aclamació el 1933 i el va ocupar fins al 1934. Va formar part de moltes juntes directives al mateix temps. El 1932 va ser el representant de la Confederació Espanyola de Gimnàstica en el Comitè Olímpic Espanyol. Com a president de la Federació Catalana de Lluita, el 3 de juliol de 1933 va presidir l'assemblea constitutiva de la Unió Catalana de Federacions Esportives (UCFE) i va ser elegit secretari de la seva primera Junta Directiva. El mateix 1933 va ser elegit també secretari de la Federació Catalana de Gimnàstica, càrrec per al qual va ser reelegit el 1934 i el 1935, així com vicepresident de la Federació Catalana d'Atletisme. El 1934 va ser elegit secretari Acadèmia d'Educació Física de Catalunya, organisme del qual va passar a ser vicesecretari el 1936.

### Josep Badia Capell (1934-1936)
A finals del mes d'agost de 1934quan Joan Roca va deixar el seu càrrec de president el va substituir Josep Badia, que va ser elegit al capdavant d'un nou Consell Directiu en el qual va figurar fins que va morir assassinat el 28 d'abril de 1936 juntament amb el seu germà Miquel, un dels líders de la revolta revolucionària dels denominats fets del 6 d'octubre, dia en què Lluís Companys va proclamar la República Catalana dins de l'estat espanyol.

### Carmel Davalillo Artigas (1940-1946)
Secretari de la Federació Espanyola de Lluita Grecoromana quan es va fundar el 1924, també ho va ser de la Catalana quan l'1 d'abril de 1925 es va crear el Comitè Regional de Catalunya, i va convertir-se en el seu president després de la Guerra Civil fins al 1946. havia estat responsable de la secció de lluita grecoromana de l'Ateneu Enciclopèdic Popular, va ser l'entrenador de l'equip olímpic espanyol que va participar en els Jocs Olímpics de París 1924, on també va fer d'àrbitre, i va dedicar tota la seva vida a aquest esport i a la gimnàstica després d'un inici a la Federació Catalana d'Atletisme. El 1944, va fundar la Societat Gimnàstica de Catalunya.

### Joan Boix Iglesias(1946-1950)
Després d'haver estat president de la Federació Catalana d'Atletisme durant un any i haver-ne estat de la de Rugbi va arribar a la presidència de la Federació Catalana de Lluita, en la que va ser president des del 24 de desembre de 1946, quan va ser nomenat, fins al 1950

### Joan Simarro Busquets (1950-1953)
Lluitador amateur i professional, entrenador, durant els anys quaranta havia estat secretari del Col·legi Regional d'Àrbitres, pertanyia al Centre Gimnàstic Barcelonès, era també àrbitre internacional i en els Jocs Olímpics de Hèlsinki de 1952 durant els anys 40 havia estat secretari del Col·legi Regional d'Àrbitres, pertanyia al Centre Gimnàstic Barcelonès, era també àrbitre internacional i en els Jocs Olímpics de Hèlsinki de 1952 va dirigir alguns combats de la competició de lluita grecoromana. Va ser president entre 1950 i 1953 i va haver de deixar el càrrec forçosament quan a principis del mes de juny ell i tota la Junta Directiva van ser destituïts pel president de la Federació Espanyola per signar una nota de protesta en desacord amb la selecció que l'organisme estatal havia fet de cara als Campionats d'Europa.

### Emilio López Jimeno (1953-1960)
Va compaginar les tasques de periodista esportiu i directiu, faceta aquesta última que el va portar a presidir la Federació Catalana de Lluita des de 1953 a 1960. De formació militar, va ingressar de jove a l'Acadèmia Militar i va arribar a ser capità d'infanteria i posteriorment membre de la Policia Armada. 1942 a 1944 va ser cap d'esports provincial de Barcelona del Front del Treball, de 1944 a 1945 secretari provincial d'esports de la Falange i, al marge de ser president de la Federació Catalana de Lluita, també va ser durant un temps secretari general del RCD Espanyol. Quan va deixar l'exèrcit per entrar al diari El Mundo Deportivo, on va arribar a ser subdirector. Va ser vicepresident de l'Associació de la Premsa, professor de l'Escola de Periodisme de l'església i el 1971 va ser corresponsal de l'Agència EFE a Colòmbia.

### Enric Padrós Mayol(1961-1965)
Responsable de la Delegació Catalana de Judo dins de la Federació Catalana de Lluita entre 1952 i 1961, va ser president del 1961 al 1965.

### Joan Martori Codorniu (1966)
En la seva joventut havia estat un destacat lluitador, va ocupar la vicepresidència de la c durant el mandat d'Enric Padrós, es va convertir el mes de febrer de 1966 en president, càrrec en què només va estar vuit mesos després que Enric Padrós hagués marxat a la Federació Catalana de Judo, fins a l'octubre del mateix any, quan va ser rellevat per Joan de la Llera per decisió del president de la Federació Espanyola.

### Joan de la Llera Trens(1966-1968)
Cap a finals dels anys cinquanta va ser secretari del Consell de la Delegació Provincial d'Esports del Movimiento, que presidia Joan Antoni Samaranch, amb qui va tenir una forta amistat. El febrer de 1966 va entrar a la Federació Catalana de Lluita com a vicepresident de la Junta Directiva que presidia Joan Martori i abans d'acabar l'any es va convertir en el nou president.

### Antoni Oller Cortada (1968-1970)
Vicepresident amb Joan de la Llera, el va succeir com a president quan aquest va deixar la presidència, càrrec que va ocupar fins al 1970.

### Emili Salvadó Gutiérrez (1972-1985)
Va ser nomenat president el 1972, després de gairebé dos anys sense ningú presidís la federació, recuperant cap al final del seu mandat l'hegemonia per a Catalunya en els Campionats d'Espanya que es van disputar el 1982 a Sant Adrià del Besòs.

### Antoni Asensio Forca(1985-1988)
El 1948 es va iniciar en la lluita grecoromana competint per la Penya Cultural Barcelonesa. El 1969 es va treure la llicència d'àrbitre, el 1970 va passar a ser representant dels clubs i els lluitadors a la federació i posteriorment delegat de la selecció de Catalunya. Va fundar el Centre Social Baró de Viver, on va compaginar les tasques de lluitador i entrenador. Va estar en actiu fins al 1966 i va guanyar diversos Campionats de Catalunya individuals i d'Espanya per equips. D'aquest club va sorgir el seu fill, Pere Asensio, que va ser cinc vegades campió d'Espanya. El 1985 va ser elegit president. Durant el seu mandat, la federació va adaptar els seus estatuts a la Llei de l'Esport, va ser la veritable ànima de la recuperació del prestigi de Catalunya a la lluita espanyola.

### Francesc Mendoza Gil(1989-1995)
Va entrar a la federació com a vicepresident de la junta d'Antoni Asensio entre el 1985 i el 1987. El 1989 quan Antoni Asensio va deixar la presidència va ser elegit i es va mantenir en el càrrec fins al 1995

### Josep Miquel Monreal Martínez (1995-1999)
S'inicià a la lluita al Centre Gimnàstic Barcelonés on posteriorment va ser delegat de lluita. Va ser campió de Catalunya B, va disputar dos campionats d'Espanya i va ser internacional amb Catalunya. De 1987 a 1995 va ser vicepresident i president entre el 1995 i el 1999, anys en què va dinamitzar el calendari de competicions creant els Internacionals Gracià Cuesta i Antoni Asensio i diverses competicions per a la base. Va treballar en el desenvolupament de la lluita al CAR de Sant Cugat i durant el seu mandat s'obtení el doblet sènior en grecoromana i lliure olímpica als Campionats d'Espanya i. A més, va tenir els números 1 estatals individuals de les dues modalitats.Tot i que de forma testimonial durant un temps va ser vicepresident de la Federacion Española de Lucha.

### Antoni Botias Cervantes (1999-2005)
Va començar a practicar la lluita el 1958 en el Club Gimnàstic Barcelonès i el 1965 es va proclamar subcampió de Catalunya, però poc temps després va haver de retirar-se a conseqüència d'una lesió. El 1967 va començar la seva activitat com a àrbitre, el 1978 va assolir la categoria internacional de primera i el 1989 convertint-se en l'únic àrbitre internacional català que ha participat en Campionats del Món i d'Europa i en els Jocs Olímpics de Barcelona'92 i Atlanta'96. Durant la seva presidència, va apostar per la lluita com un esport integrador.

### Josep Sanchís Cussó (2005-)
És president des el 25 de juny del 2005, quan va accedir al càrrec en substitució d'Antoni Botias com a candidat únic. També és vicepresident de la Federación Española de Luchas. Durant el seu mandat, la Federació Catalana de Lluita havia quedat campiona d'Espanya sènior en lluita lliure olímpica i en grecoromana, i en lluita femenina s'han guanyat els títols estatals el 2012 i el 2013.